# Bouvincourt-en-Vermandois
Bouvincourt-en-Vermandois é uma comuna francesa na região administrativa de Altos da França, no departamento de Somme. Estende-se por uma área de 1,94 km². Em 2010 a comuna tinha 151 habitantes (densidade: 77,8 hab./km²).